# Waite Park (Minnesota)
Waite Park es una ciudad ubicada en el condado de Stearns en el estado estadounidense de Minnesota. En el Censo de 2010 tenía una población de 6715 habitantes y una densidad poblacional de 289,75 personas por km².

## Geografía
Waite Park se encuentra ubicada en las coordenadas 45°31′11″N 94°14′36″O / 45.51972, -94.24333. Según la Oficina del Censo de los Estados Unidos, Waite Park tiene una superficie total de 23.18 km², de la cual 23.06 km² corresponden a tierra firme y (0.48%) 0.11 km² es agua.

## Demografía
Según el censo de 2010, había 6715 personas residiendo en Waite Park. La densidad de población era de 289,75 hab./km². De los 6715 habitantes, Waite Park estaba compuesto por el 83.56% blancos, el 6.58% eran afroamericanos, el 0.67% eran amerindios, el 3.6% eran asiáticos, el 0.01% eran isleños del Pacífico, el 2.7% eran de otras razas y el 2.87% pertenecían a dos o más razas. Del total de la población el 4.5% eran hispanos o latinos de cualquier raza.